# Ягодинка (Хорошевский район)
Ягоди́нка (укр. Ягодинка) — село на Украине, основано в 1926 году, находится в Хорошевском районе Житомирской области.
Население по переписи 2001 года составляет 334 человека. Почтовый индекс — 12114. Телефонный код — 4145. Занимает площадь 1,999 км².

## Адрес местного совета
12114, Житомирская область, Хорошевский р-н, с. Ягодинка, ул. Молодёжная, 1, тел.: 9-53-78